# Dönges (Bad Salzungen)
Dönges ist ein Ortsteil der Stadt Bad Salzungen im Wartburgkreis in Thüringen.

## Geografie
Dönges befindet sich am Ostrand des Frauenseer Forstes. Der Ort liegt etwa zehn Kilometer Luftlinie nordwestlich der Kernstadt von Bad Salzungen. Dönges grenzt im Norden an Marksuhl (Gemeinde Gerstungen), im Osten an die Ortsteile Weißendiez und Hüttenhof, im Süden an Tiefenort und im Westen an Frauensee. Die geographische Höhe des Ortes beträgt 315 m ü. NN.

### Berge und Gewässer
Der höchste Punkt der Gemarkung befindet sich 500 m südwestlich der Ortslage (350,5 m ü. NN), bemerkenswert ist der Mieß (338,9 m ü. NN). Am östlichen Ortsrand befindet sich eine kleine wassergefüllte Doline. Der sagenumwobene Hautsee, ebenfalls eine Doline, und der Albertsee befinden sich nördlich von Dönges in der Gemarkung Marksuhl. Östlich der Ortslage entspringt der Grenzgraben, ein kleiner Zufluss der Suhl.

## Geschichte
Die erste urkundliche Erwähnung erfolgte am 29. September 1222. Dönges gehörte als Gutshof zum Frauenseer Kloster. Die zeitweilig auf der nahen Krayenburg sitzenden Herren von Frankenstein veräußerten 1330 bereits hoch verschuldet ihre Besitzungen (Frankensteiner Verkaufsbrief). 1407 erwarben die Thüringer Landgrafen den Burgbezirk der Krayenburg wiederkäuflich; sie waren auch die Schutzvögte des nahen Klosters Frauensee.  Das Kloster beschwerte sich 1455 beim Herzog über einen Burgmann der Krayenburg, der eigenmächtig die klostereigenen Güter in Dönges, Albertsee, Weißendiez und Sebach an sich gebracht hatte. Der hoff zcu Thennchiß bewirtschaftete 1486 den Hautsee und den Albertsee. Das Gebiet des ehemaligen Klosters Frauensee, zu dem auch Dönges gehörte, wurde nach der Reformation im Jahr 1540 säkularisiert.
1553 verfügte der hessische Landgraf Philipp der Großmütige als neuer Besitzer des Amts Frauensee, die Dörfer und ihre Einwohner seien zu mustern, zugleich bestimmte er den Übertritt seiner neuen Untertanen zum protestantischen Glauben. Nach dem Dreißigjährigen Krieg waren die Kleinsiedlungen um Dönges (Lehnhof, Dackgrube, Lindenau, Rehlis) und die meisten Höfe im Ort wüst. Nur noch 12 Einwohner wurden nach dem Krieg gezählt. 1812 passierten Teile der „Großen Armee“ Napoleons die Heerstraßen über Vacha in Richtung Eisenach. Truppendurchzüge erfolgten in großer Zahl. Beim Rückzug der geschlagenen Armee wurde auch Dönges ausgeplündert. Durch Gebietsabtretung gelangte Dönges im Jahr 1816 mit dem Amt Frauensee vom Kurfürstentum Hessen an das Großherzogtum Sachsen-Weimar-Eisenach. Die vielbenutzte Landstraße von Marksuhl über Dönges nach Kieselbach und Tiefenort wurde ab 1816 zur „Staatsstraße erster Ordnung“ als Chaussee ausgebaut; sie erhielt eine Pflasterung aus Basalt.
Nach einer großen Teuerung im Jahre 1847 wurde zur Fortbildung und Verbesserung der landwirtschaftlichen Erträge vom damaligen Gutsbesitzer Jungheinrich auf dem benachbarten Gut Hetzeberg eine landwirtschaftliche Lehr- und Versuchsanstalt begründet, die dort bis 1870 bestand.  Die erste Schule wurde 1867/68  erbaut. Der Ort hatte um 1840 43 Wohnhäuser und 238 Einwohner. Im Jahr 1879 wurden, basierend auf der Volkszählung von 1875, erstmals statistische Angaben publiziert. Dönges zählte damals 56 Wohnhäuser und 288 Einwohner. Die Gesamtfläche der Gemarkung betrug 279,1 ha – davon Höfe und Gärten 10,2 ha, Wiesen 41,8 ha, Äcker 169,9 ha, Wälder 0,1 ha, Teiche, Bäche und Flüsse 1,6 ha, Wege, Triften und Obstplantagen 55,4 ha. Auf der Suche nach Kalisalzlagerstätten wurden ab 1911 Probebohrungen in der Döngeser Flur durchgeführt. 1920 wurde der Schacht „Dönges I“' (Heiligenroda IV) erbaut und die Errichtung einer Seilbahn zum Transport der geförderten Salze nach dem Werk Springen in Angriff genommen. 1922 wurde der Ort an das Stromnetz angeschlossen, und 1927 erhielt er eine zentrale Trinkwasserversorgung.
Im Zweiten Weltkrieg sind 10 Einwohner gefallen oder waren vermisst.
Bereits 1950 wurde die Schule nach Frauensee verlegt. Das bis dahin im Landkreis Eisenach gelegene Dönges wurde im Oktober 1950 in den Kreis Bad Salzungen eingegliedert und gehörte nun zum Bezirk Suhl. Ein Dorffriedhof wurde 1958 angelegt und 1978 wurde die Friedhofskapelle geweiht. 1970 wurde am südlichen Ortsrand eine Milchviehanlage mit 230 Tierplätzen erbaut. Der Ort ist durch den nahe gelegenen Hautsee ein beliebtes Ausflugsziel geworden. 1970 wurde das Hautsee-Häuschen erbaut. Als erste Industrieansiedlung wurde 1991 eine Bitumenmischanlage erbaut.
Dönges gehörte seit der Gebietsreform von 1994 zu Tiefenort. Die Gemeinde Tiefenort ging zum 6. Juli 2018 in der Stadt Bad Salzungen auf.

## Wappen
Das Ortswappen nimmt Bezug auf eine Ortssage, es zeigt die schwimmende Insel und zwei Nixen im Hautsee.

## Verkehr

### Straßenverkehr
Die nächstgelegene Anschlussstelle (Gerstungen) der A 4 befindet sich 18 Kilometer entfernt. Durch den Ort verläuft die Bundesstraße 84 im Abschnitt Eisenach–Marksuhl–Vacha.

### Schienenverkehr
Der nächstgelegene Bahnhof befindet sich in Bad Salzungen. Im Nachbarort Marksuhl ist ein Haltepunkt der Süd-Thüringen-Bahn.

### Öffentlicher Personennahverkehr
Nach Dönges verkehren folgende Buslinien der Verkehrsgesellschaft Wartburgkreis mbH:
| Linie | Fahrstrecke                                                            |
| ----- | ---------------------------------------------------------------------- |
| L-70  | Eisenach – Marksuhl – Dönges – Tiefenort – Bad Salzungen               |
| L-101 | Eisenach – Marksuhl – Dönges – Kieselbach – Kaltennordheim             |
| L-102 | Bad Salzungen – Leimbach – Tiefenort – Dönges – Frauensee – Kieselbach |
| L-131 | Merkers – Dönges – Kieselbach – Dorndorf                               |

## Galerie

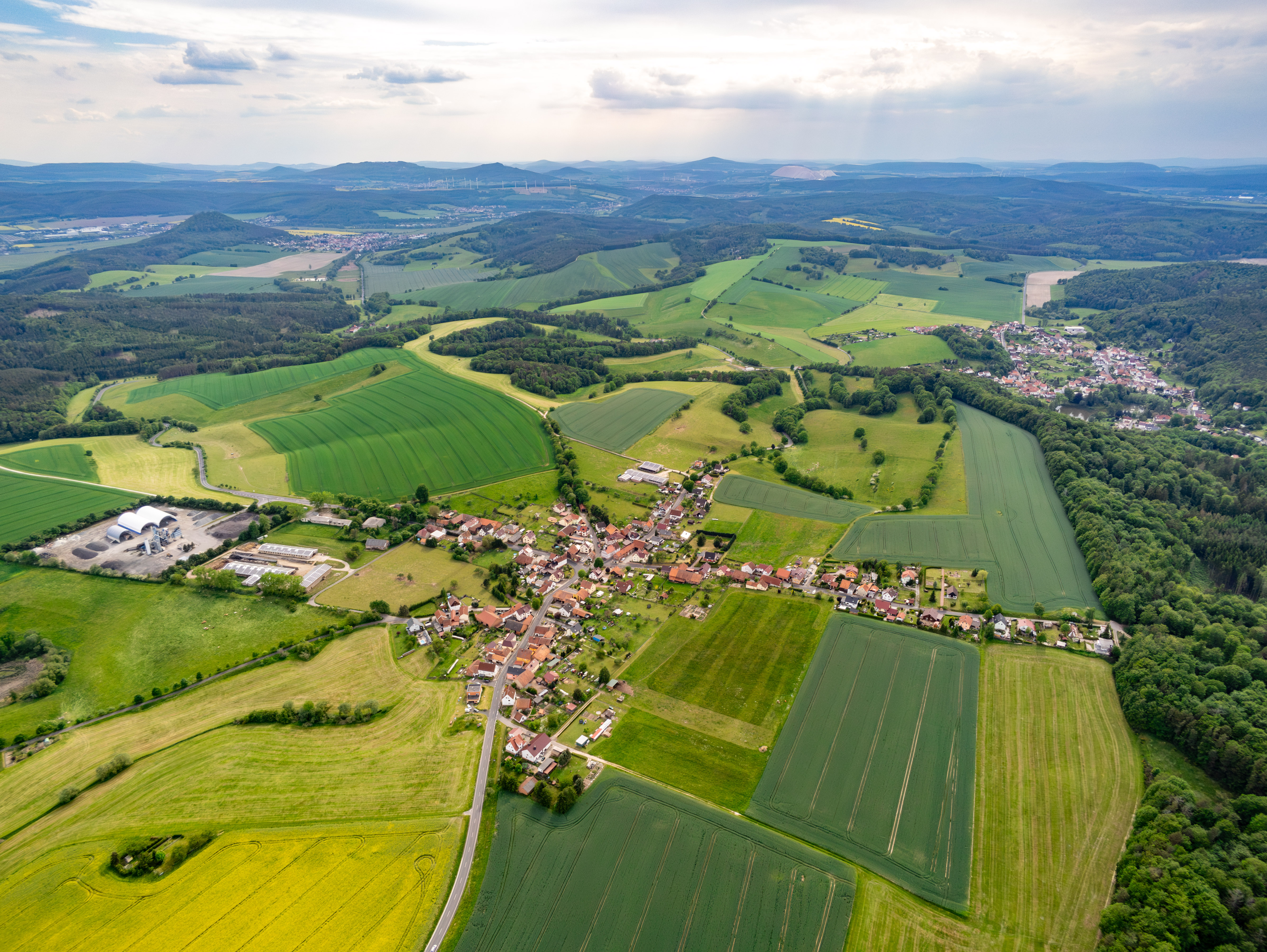
Luftbild Dönges (2021)
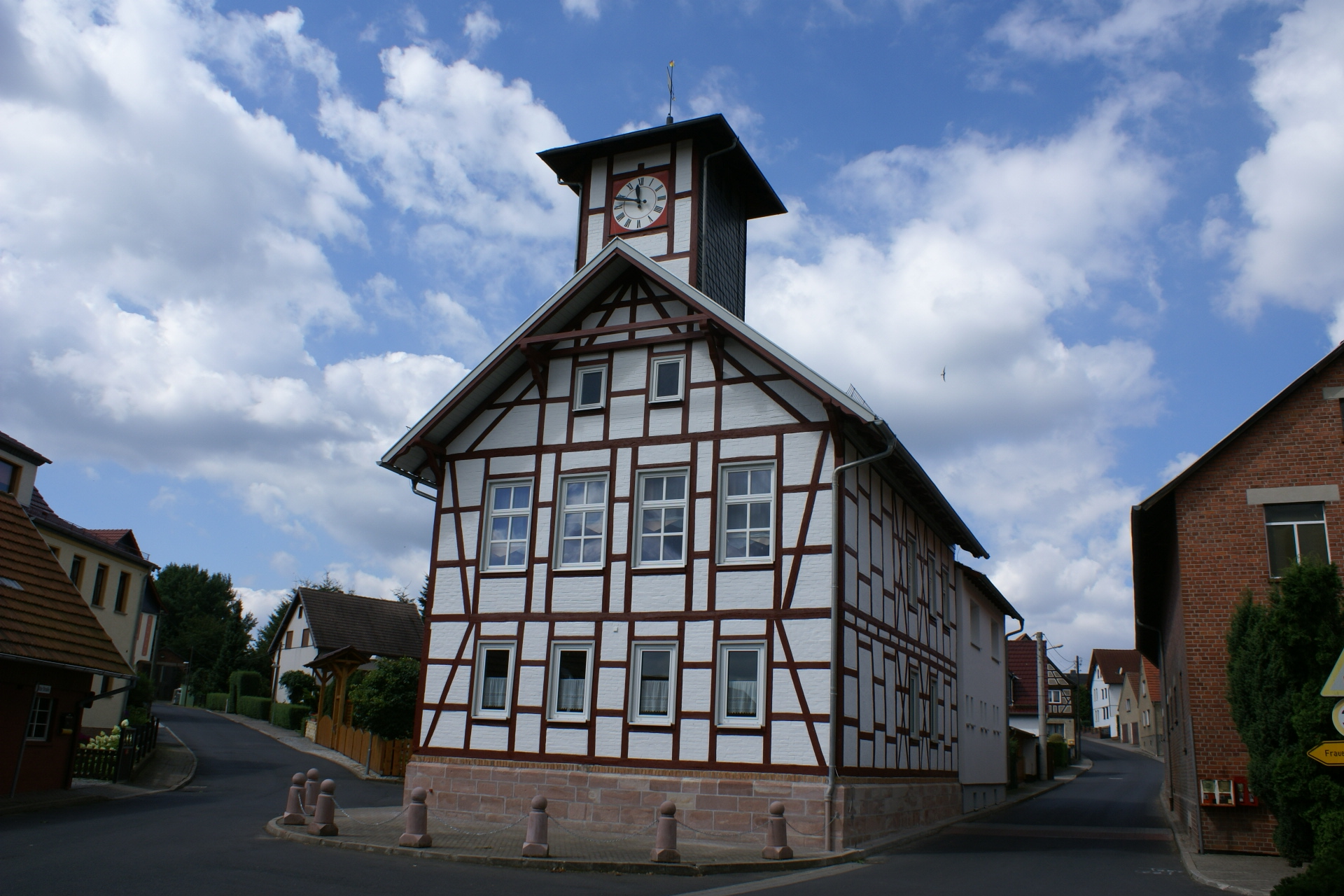
Dönges (altes Schulgebäude) Aufnahme von 2011
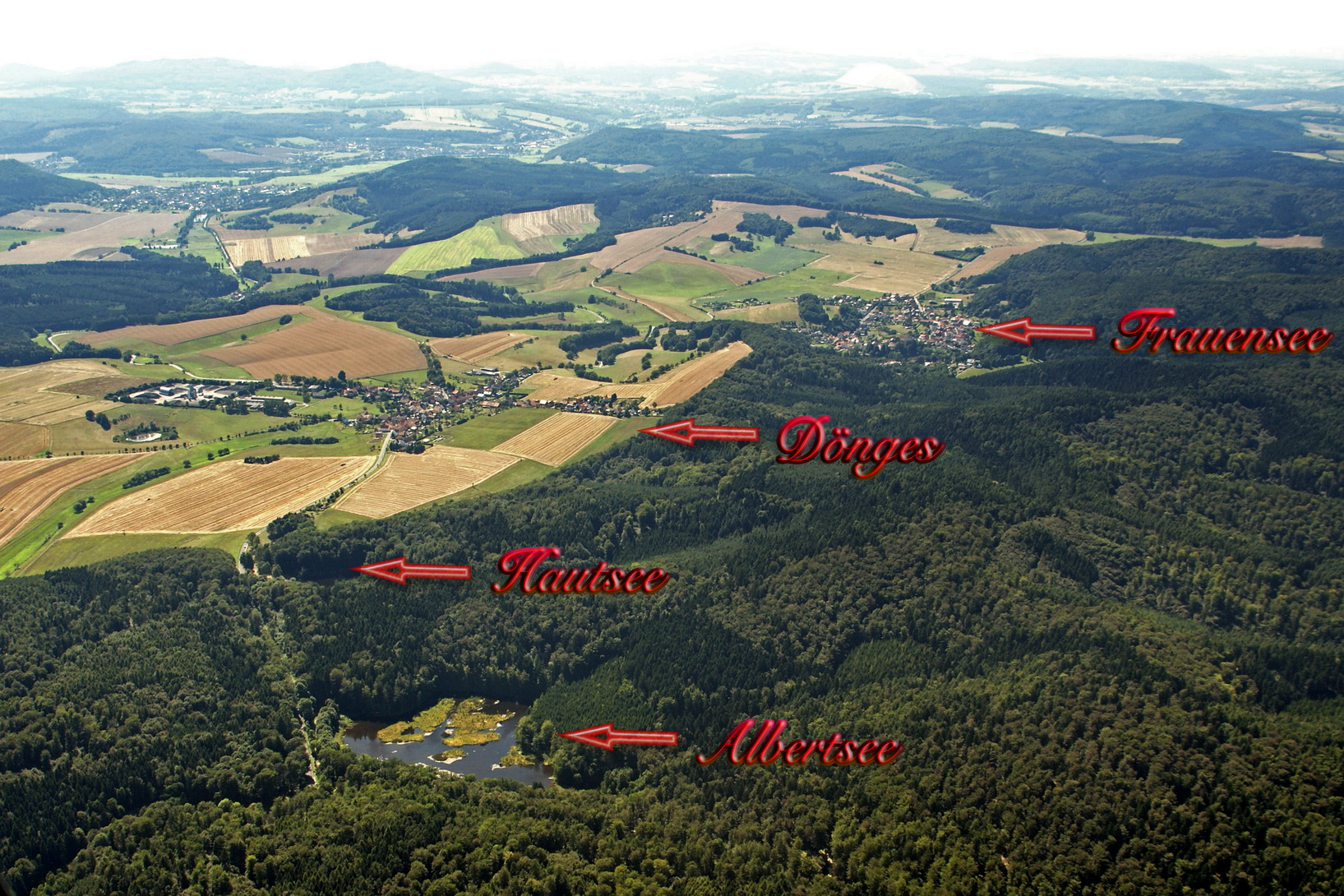
Albertsee, Hautsee, Dönges, Frauensee (Luftbild Aug.2013)

## Persönlichkeiten
- Wilhelm Koch (* 3. März 1877 in Dönges; † 7. März 1950 in Wuppertal), Gewerkschafter und Politiker (DNVP), Reichsverkehrsministers